# FA-50 파이팅 이글

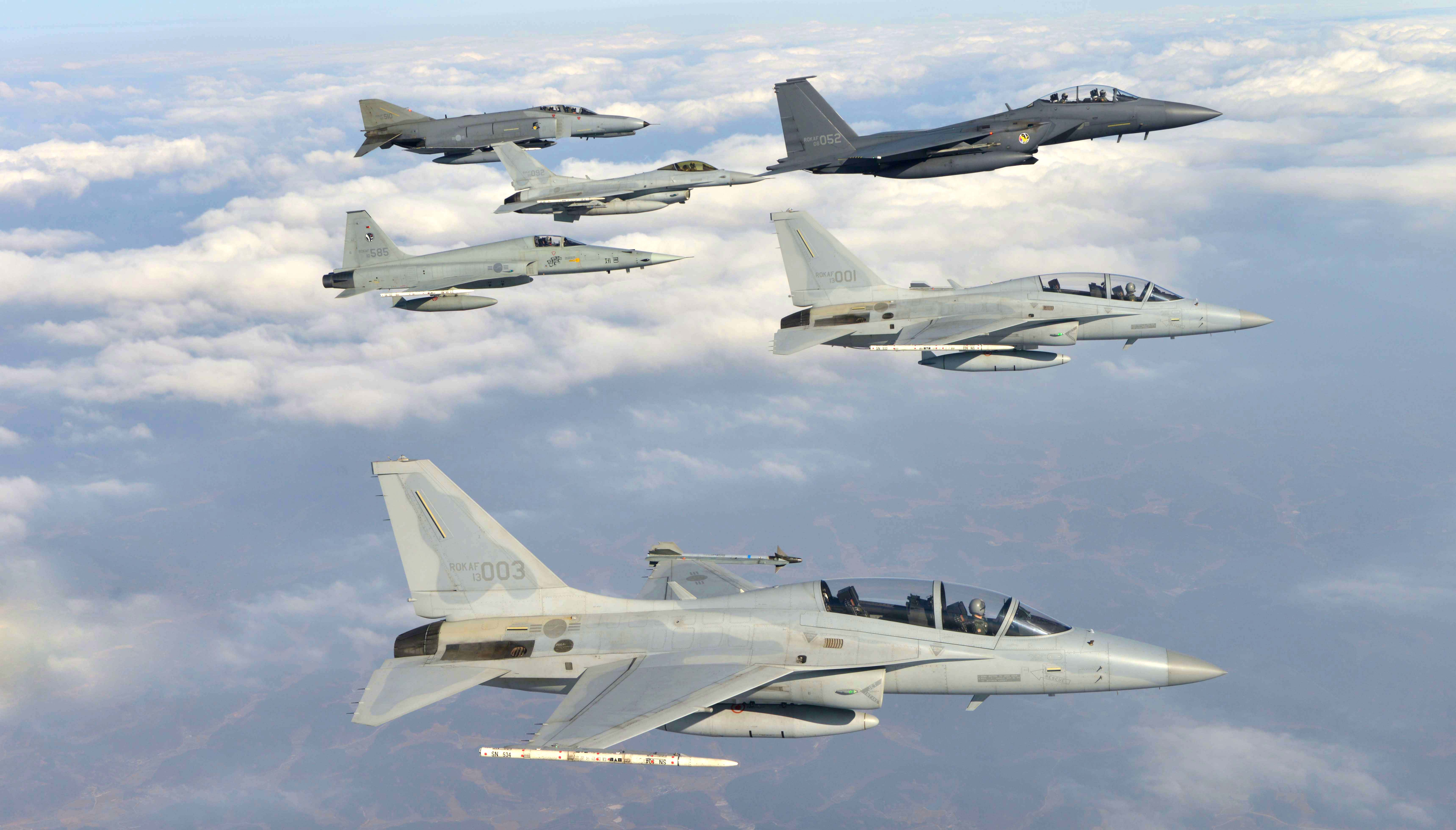
소링 이글 2015

FA-50은 대한민국에서 만든 최초의 다목적 경전투기(Light combat aircraft)이다. T-50 골든이글 훈련기를 전투기로 개조했으며 2011년 12월 양산계약이 체결되어, 2013년부터 실전배치가 되었다. 원래 록히드 마틴과 KAI는 전투기 버전까지 계획하고서 T-50 골든이글을 개발했다. 최대이륙중량은 13.5톤으로 11.2톤인 제공호(KF-5E/F)보다 약간 크며, 21.7톤인 KF-16보다는 많이 작다. 별칭은 파이팅 이글(영어: Fighting Eagle)로 불린다.

## 전투기
FA-50에서 F는 Fighter(전투기)의 약자이며, A는 Attacker(공격기)의 약자이다. 50은 대한민국 공군 창설 50주년을 의미한다.
록히드 마틴과 KAI는 레이더가 없고 정밀유도폭탄과 사이드와인더를 장착한 공격기인 TA-50, 레이더가 없고 무장이 없는 훈련기인 T-50A, 레이다가 있는 다목적 전투기인 T-50C 순서로 개발했다. 대한민국 공군은 전투기 개발 승인을 하지 않다가, 오랜 논란 끝에  전투기 개발을 승인하였다.

## 역사
2002년 8월 20일 T-50 훈련기, 2003년 9월 4일 A-50 공격기, 2011년 5월 4일 FA-50 전투기가 초도비행에 성공했다. 그러나, T-50 훈련기는 "골든이글"이라고 명명하였으나, A-50 공격기와 FA-50 전투기는 따로 이름을 정하지 않았다.
KAI는 록히드 마틴과 T-50A 훈련기, T-50B 공격기(A-50), T-50C 전투기(F-50)의 세가지를 계획했으며, 공격기부터 개발을 시작하고, 훈련기를 다음 순서로 개발했다. F-50 전투기 개발은 KAI에서는 계속 그 필요성을 요청했으나, 대한민국 공군에서는 주문을 거부해 왔다.
그러나, 결국 대한민국 공군은 F-50 전투기 개발을 승인했으며, 대신 공격기와 전투기를 따로 개발하는 것이 아니라 통합을 하여서, 공격기 겸 전투기인 다목적 전투기를 개발키로 했다. 따라서 F-50이 아니라 FA-50으로 명명되었고, 기존에 공격기로 개발했던 A-50은 TA-50 전환훈련기로 명명했다.
따라서, T-50 골든이글, A-50, F-50의 세 기종이 개발이 되었으나, A-50 공격기 사업은 사실상 취소되었고, T-50 골든이글 훈련기와 FA-50 다목적 전투기(전투기 겸 공격기)의 양대 체제가 되었다.
2013년 8월 20일부터 양산 1호기가 공군에 인도되기 시작했다. 2014년 10월 30일 1개 대대급 총 20대가 실전배치되어 임무 수행을 시작했다. 이후 2016년까지 추가로 40대를 실전 배치해 총 3개 대대급으로 운영될 예정이다.

## 성능 및 특징
공격임무를 수행하는 FA-50은 경제적인 개발과 운용을 위해 이미 개발한 TA-50 시제기를 활용해 체계를 설계하고 개발하였다.

### 복좌형
5톤 추력 단발엔진을 사용하는 동급 경쟁기종들은 대부분 1인승과 2인승 모두 생산하는 것과는 다르게 FA-50은 1인승이 없다.

### 엔진
TA-50에 사용한 F404-GE-102 엔진이 그대로 사용된다. 이 엔진은 최대추력 8톤급으로 최대 마하 1.5의 속도로 비행이 가능하며, 특히 마하 0.7 ~ 0.95 영역에서는 F-16과 차이가 없는 성능을 보인다고 알려져 있다. 향상된 디지털 제어장치를 가지고 있어 신뢰성 및 안정성을 확보하고 있다.

### 레이다
TA-50의 AN/APG-67 레이다에서 위협보조 장비와 야간작전능력, 전술데이터링크, 정밀 폭격 능력을 추가한 개념으로 이스라엘의 EL/M-2032 레이다로 변경하였다. 이 레이다는 다양한 공대공 및 공대지 모드를 갖추고 있어 공격 임무수행에 적합하며, 특히 합성개구레이다(SAR) 영상은 정밀유도무장과 결합해 FA-50의 임무 능력을 크게 향상시킨다. 원래는 영국제 AESA 레이다를 장착할려했지만 전투기 소스코드를 영국에 넘겨줘야 돼서 록히드마틴이 강력히 반대하는 바람에 무산되었다.
적 레이다 위협정보를 수신하는 레이다경보수신기(RWR)와 위협에 대해 채프와 플레어를 투발할 수 있는 디스펜서(CMDS)가 추가되어 조종사와 항공기의 생존성을 향상시켰으며, 야간투시장치(NVIS)가 추가되어 야간투시경(NVG)으로 야간공격 임무수행이 가능하도록 야간비행 시에도 조종사의 비행착각을 방지하고, 야간작전 수행능력을 향상시킬 수 있게 됐다.
다만 인도네시아나 이라크 등의 일부 국가의 FA-50 수출형의 경우 이스라엘과의 정치적인 문제 때문에 이스라엘제 EL/M-2032 레이더의 장착이 불가능한 경우가 있어서 AN/APG-67(v)4가 장착한 경우도 있다.

#### 전술데이터링크
Link-16을 탑재해 실시간으로 전장 정보를 공유하는 것이 가능해졌다. 본래 Link-K로 탑재하려 하였지만 이후 Link-16으로 바뀐 것으로 알려지고 있다.

### 무장
본래 T-50은 주익이 2만 파운드(9톤)의 무장을 소화할 수 있도록 KF-16보다 2배 높은 강도로 설계되었지만, 몇 가지 문제를 가지고 있어 탑재 무장이 1만 파운드(4.5톤)로 제한되어 왔다. KAI에서는 공군의 요구치인 1만 2천 파운드(5.4톤)까지 확대하기 위해 주익 및 동체 등의 전체 설계도를 새로 만들어 문제를 해결하였다.

#### 미사일
텍스트론 시스템스의 SFW를 주요무기로 추가하였다. A-10과 똑같이 지상지원용으로 최적인 메버릭 미사일을 주무장으로 사용하며 공대공미사일(AIM-9)과 공대지미사일(AGM-65) 외에, 정밀유도폭탄인 합동직격탄 JDAM의 경우 MK-82 500파운드 JDAM기준 9발, MK-83 1000파운드 JDAM 5발, LAU-68/131/3 로켓포드 8개, MK-20/CBU-58 확산탄 9발, AGM-65 A/B/D모델기준 8발, 기타 항공기사격표적 2발, 훈련용탄 2~3발, 바람수정확산탄(WCMD) 등을 운용할 수 있다.
사거리 400 km KEPD 350-2 순항미사일을 장착할 계획이다.
EL/M-2032 레이다의 장착으로 중거리 공대공 미사일 AIM-120 암람, MBDA 미티어의 장착이 가능해졌다. 그러나 경쟁기종인 그리펜이 AIM-120 암람 또는 MBDA 미티어 4발을 장착할 수 있다고 홍보하는데 비해, FA-50은 아직까지 중거리 공대공 미사일은 장착할 수 없다고 알려져 있다.

## 비교
FA-50은 5톤 추력의 터보팬 단발엔진을 사용한다. 이런 엔진으로는 미국 제너럴 일렉트릭 F404, 프랑스 스넥마 M53, 스넥마 M88, 유럽 유로제트 EJ200, 러시아 클리모프 RD-33가 있다.
5톤 추력 단발엔진을 사용하는 군용기로는 미국 F-20 타이거샤크, 스웨덴 사브 JAS 39 그리펜, 인도 HAL 테자스, 이스라엘 IAI 크피르, 프랑스 미라주 2000, 중국 FC-1, 러시아 미그-21이 있다. 이들 중에서 가장 유명한 것은 삼각익기의 원조로 흔히 알려져 있는, 60년째 생산중이고, 가장 많은 나라에 팔린 프랑스 미라주 2000 시리즈이다. 따라서, FA-50을 잘 알지 못하는 이들에게는 한국판 미라주라고 설명하면, 이해하기가 쉽다. 미라주 2000은 F414 엔진을 장착한 FA-50 정도가 된다. 팔리기는 러시아의 미그-21이 가장 많이 팔렸으나, 최신형의 극히 일부만이 5톤 추력 엔진을 사용하며, 구형은 3톤 추력이다.
5톤 추력 쌍발엔진을 사용하는 군용기로는 미국 F/A-18E/F 슈퍼호넷, 프랑스 다소 라팔 M, 유럽 유로파이터 타이푼, 러시아 미그-29 전투기와 미국 F-117A 폭격기가 있다.

## 수출

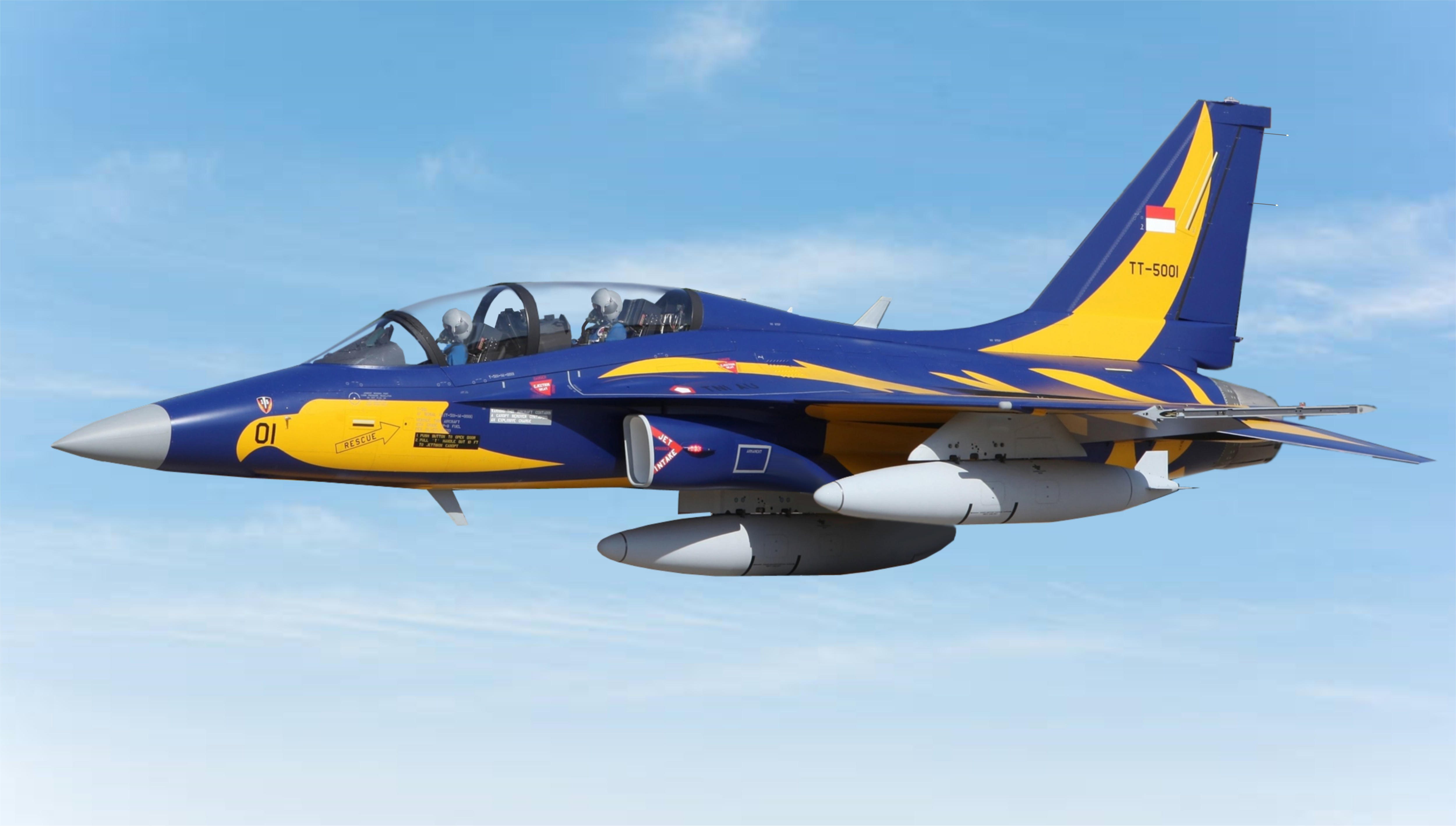
인도네시아 공군의 T-50I

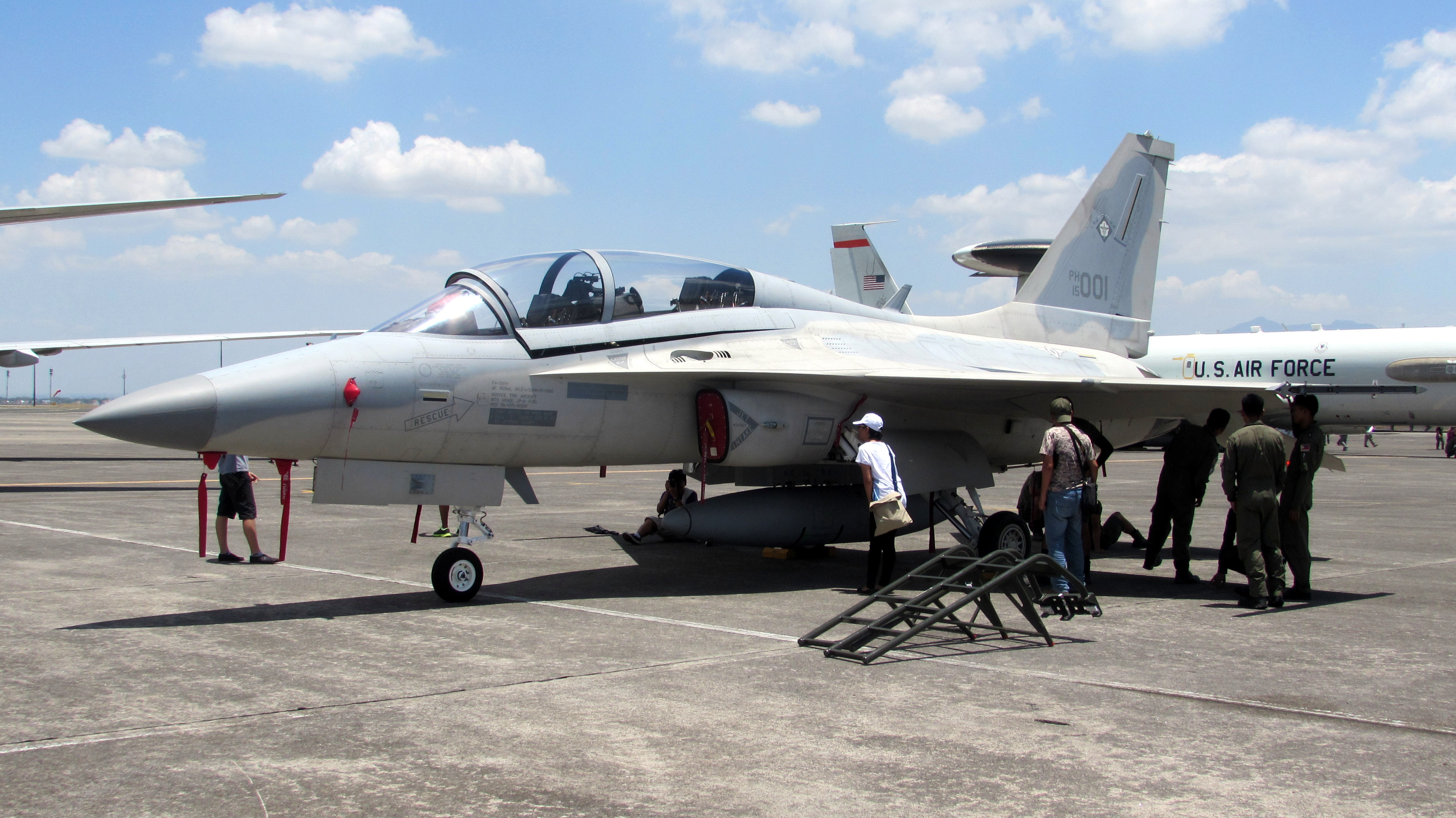
필리핀 공군의 FA-50PH

### 미국의 T-X 사업
미국의 영업을 담당하는 록히드 마틴의 담당자는 록히드 마틴과 KAI가 공동으로 FA-50을 개량하고 있다고 밝혔다. 이는, 미국 T-X 사업에 사용될 기종이 기존의 T-50 고등훈련기가 아니라는 것을 암시한다.
만일 T-X 사업이 선정되면 F-35, F-22 교육용으로 사용될 시에 AESA가 필요해지기 때문에 미국정부가 판매 거부한 AESA를 탑재할 수 있을 것으로 보인다.
2018년 9월 27일 최종적으로 보잉-사브 연합의 신규 개발 기체(이후 T-7A 레드호크로 명명)가 선정되어 T-50은 수주에 실패하였다.

### 아랍에미리트
2000년 9월 25일, 반기문 외무차관이 원유공급선 확보를 모색하기 위해 이란과 아랍에미리트연합(UAE)을 방문했다. 시아파 이란과 수니파 UAE는 주적관계이다.
2005년 10월 18일, 서울공항에서 개최된 '서울 에어쇼 2005'에서 T-50이 국민들에게 최초로 공개되었다.
2005년 11월 20일, '두바이 에어쇼 2005'에서 해외 최초로 T-50이 공개되었다. 2대가 참여해, 1대는 지상전시, 1대는 시험비행을 하여 극찬을 받았다.
2005년 11월 21일, 이해찬 총리가 T-50 수출을 위해 UAE를 방문했다.
2006년 3월, 노무현 대통령이 T-50, 원전 등의 수출을 위해 UAE를 방문했다. 반기문 외무장관, 정세균 산업자원부 장관이 동행했다.
2006년 11월 16일, UAE 수도 아부다비에서 황규식 국방부 차관과 알카아비 UAE 중장이 참석하여 군사협력협정을 체결했다. 미국을 제외하고는 거의 유일하게 포괄적인 내용을 담은 군사협정이다. 국산 고등훈련기 T-50 수출을 겨냥한 것이다.
2007년 5월 21일, 아랍에미리트의 모하메드 알 마크툼 부통령이 한국을 방문했다. T-50 구매를 희망하고 있다.
2008년 1월 9일, 이명박 대통령 당선인은 아랍에미리트연합(UAE) 아부다비 왕세자에게 서한을 보내 국산 고등훈련기인 T-50가 UAE의 차세대 고등훈련기로 선정될 수 있도록 관심과 배려를 부탁했다. UAE는 40∼60대의 훈련기 구매를 추진중이어서 T-50으로 결정되면 수출총액은 25억∼30억 달러에 이를 것으로 예상된다. UAE는 '아부다비-인천 간 항공노선 신설'을 역제안했다.
2009년 2월 25일, 두바이 에어쇼에서 UAE 정부가 차세대 훈련기로 한국 KAI의 T-50을 제치고, 이탈리아 알레니아 아에르마키의 M-346을 선정했다고 공식 발표했다. T-50이 선정되었다면 30억 달러(한화 4조5000억원)가량의 외화 수익을 얻을 수 있었다. UAE는 M-346 48대를 10억유로 정도에 도입하기로 결정했다.
2009년 10월, UAE 정부와 아에르마키사는 최종계약을 체결하려 했지만 아에르마키사가 UAE의 요구조건을 충족시키지 못했다. UAE는 무기거래에서 4차례나 우선협상대상자를 번복한 적이 있다.
2009년 11월, 한국이 바라카 원전 수출을 위해 UAE와 상호군수지원협정(MLSA)을 체결했다. 2009년 UAE는 최초에 국회비준이 필요한 상호방위조약을 요구했다. 그러나 한국 입장에서 산유국인 이란을 고려하지 않을 수 없어서, 그 이후에는 한단계 낮은, 국회비준이 필요없는 양해각서(MOU) 형식의 비밀 상호군수지원협정을 체결했다. MLSA의 내용 가운데 한국이 UAE에 무기를 팔면 해당 무기의 운용법을 UAE군에 가르친다는 명목으로 한국군을 파병한 뒤 사실상 UAE의 방위를 한국이 일부 분담하는 것이 포함됐다.
2009년 12월, 한국이 400억 달러(50조원) 규모의 바라카 원전 계약을 수주했다. 원래 핵우산 제공을 약속한 프랑스가 계약을 사실상 수주한 상태였다. 김태영 국방장관은 UAE에 '원전 사업만 넘겨준다면 모든 걸 한국 수준으로 만들어 주겠다'고 설득했다. UAE는 '우리가 군사적인 어려움에 처했을 때 한국군이 와 달라'고 요구했다.
2010년 12월 22일, UAE가 이탈리아의 우선협상대상자 지위를 박탈했다. 1월에도 M-346 개발이 매우 부진하다고 알려졌다.
2011년 11월 18일, 아랍에미리트(UAE) 두바이 에어쇼에서 이탈리아 알레니아 아에르마키의 M-346 훈련기가 시험비행 도중 추락했다.
2012년 4월 30일, AFP 통신은 미국 관리가 "미국이 F-22 랩터를 UAE 알 다프라 공군기지에 배치했다"고 공식확인했다고 전했다. UAE 수도 아부다비 인근의 알 다프라 공군기지는 이란에서 불과 200 km 떨어져 있다. 이란 수도 테헤란에서는 1,280 km 떨어져 있다.
2013년 10월 13일, 박근혜 대통령이 T-50 UAE 수출을 직접 챙기기 시작했다.
2014년 2월 11일, UAE는 미국제 F-16 블록 61형 30대를 추가 도입하고, 기존의 F-16 블록 60형 79대를 2억7000만달러(2900억원)에 개량하기로 했다. UAE는 지난 20년간 사용한 프랑스제 미라쥬 2000 전투기 67대를 대체하려는데, 라팔, 타이푼, F/A-18E 등이 모두 가격문제로 탈락했다. 미국이 세계 최강 F-22 전투기를 UAE에 배치해 국방을 담당해 준 지 1년여만의 계약체결이다.
2018년 1월 8일, UAE 칼둔 알무바라크 아부다비 행정처장이 방한했다. 한국의 총리와 같다. 방한 직후 정세균 국회의장을 만났다. 2008년 이명박 정부가 T-50 60대 판매를 요청하자, UAE는 직항 항공로 신설을 역제안했었는데, 이번에 방한하자마자 직항 항공로 증설을 제안했다.

### 필리핀
2013년 FA-50PH 12대를 필리핀에 수출했다. 4억 5000만 달러(약 4775억원·대당 약 400억원) 규모의 계약이다. 2018년 6월 방한하여 문재인 대통령과 정상회담을 한 두테르테 대통령은 12대 추가구매를 하겠다고 말했다. 이스라엘 엘타의 EL/M-2060P SAR/GMTI 포드를 별도로 구매해 부착했다. 탐지거리 170 km에 주야간 전천후 레이다로 지상에서 이동중인 차량 등을 자동으로 포착, 추적, 조준한다.
2017년 1월, 필리핀군은 FA-50을 투입하여 IS 반군 세력 거점을 폭격함으로서 필리핀에서 처음으로 실전에 투입됐다.

### 폴란드
2022년 9월 19일 폴란드에 FA-50 경공격기 48대를 수출하는 실행계약(Executive contract)을 맺었다. 모두 30억 달러 규모의 계약으로 지난 2011년 T-50 수출을 시작한 이래 사상 최대규모 계약과 첫 유럽시장 진출 기록을 세우게 됐다. 계약에 따라 KAI는 FA-50 12대를 2023년 말까지 우선 납품하고, 나머지 36대는 2025년 하반기부터 순차적으로 납품할 예정이다. FA-50PL은 공중급유기능을 통한 항속거리 증대, 능동위상배열레이더(AESA), 공대지‧공대공 무장 업그레이드를 한다. FA-50PL은 경공격, 특수전술 및 전투임무 등 다양한 임무작전이 가능할 뿐 아니라 F-16과 호환성이 높고 F-35와 같은 5세대 전투기의 교육 훈련에도 최적화된다. 폴란드 내 물류허브(Logistics Hub)를 짓고 국제비행훈련학교 운용도 단계적으로 추진할 계획이다.
FA-50의 AESA 레이더 탑재 및 AIM-120C 암람 중거리 공대공 미사일 연동이 확정됨에 따라 최근 폴란드 48대 수출이 성사되는 데 결정적 계기가 된 것으로 알려졌다.

### 말레이시아
2022년 10월 4일, 말레이시아 군사 전문매체 디펜스 시큐리티 아시아(Defense security Asia)는 말레이시아 공군(RMAF)이 18대의 경전투기(LCA) 사업 확보를 위해 FA-50 블록 20 기종을 인수할 것이라고 보도했다. 기존의 노후화된 미그-29 전투기를 대체하는 사업이다.
FA-50 블록 20에는 '전투기의 눈'으로 불리는 능동전자주사식위상배열(AESA) 레이더가 장착된다. 또 F-16 블록 70 전투기의 최신 변종에 사용되는 것과 동일한 U/VHF 무선 장비를 장착한다. 록히드 마틴가 개발한 '스나이퍼 어드밴스트 타겟팅 포드(ATP)'도 탑재한다. ATP는 타겟팅센서로 공대지 정밀 타격과 정찰 기능을 위해 사용된다.
영국 코밤사가 개발한 '코밤 미션 시스템'인 공중 급유 프로브(AAR Probe) 시설도 탑재했다. 공중 급유 시설은 FA-50 블록 20 항공기가 더 많이 작동하고 더 오래 공중에 머무르도록 보장한다. 이밖에 20mm 포와 AIM-9 미사일, GBU-12 LGB 통합, GBU-38 JDAM(Joint Direct Attack Munitions), AGM-65 매버릭 미사일도 탑재된다.
2023년 2월 24일, KAI는 말레이시아 국방부와 FA-50 18대 수출 계약을 체결했다. 공중 급유와 무장 등의 성능이 대폭 개량된 버전이다. 규모는 9억 2,000만 달러로 2026년에 납품될 예정이다. 또한 말레이시아는 FA-50 18대를 추가 도입도 계획하고 있다.

## 임무
A-37의 지상공격임무와 F-5 E/F의 스크램블 및 초계임무를 승계하게 된다. 개발되더라도 영해초계를 위해 긴 항속거리가 필요한 동해안 서해안쪽 공항에 배치되는게 아니고, 중부내륙지역의 1개 군사공항에만 60기가 배치될 것으로 보인다. 한가지 다른해석을 한다면 2004년 공개된 공군의 훈련소티자료에 KT-1에서 T-50 을 거친뒤 A-50을 거쳐 F-16을 탑승하는 것으로 되어있기 때문에 탑승 수명연한이 도래한 52기의 F-16D/KF-16D의 전환훈련용 복좌형기체를 60기의 FA-50가 대체한다고 해석할 수도 있다.
공대공전투를 위한 부품의 부재로 전시에도 공대공 요격임무나 제공권 확보등의 임무를 부여받을 가능성은 낮다.

## 사용국가
- 대한민국 - 2013 ~ 2016년 4년간 60대 도입
- 필리핀 - FA-50PH 12대, 4억 달러(4,700억 원)
- 이라크 - T-50IQ 24대, 11억 달러(1조 1,587억 원)
- 인도네시아 - T-50I[33]

## 제원
일반 특성
- 승무원: 2명
- 길이: 13.14 m (43.1 ft)
- 높이: 4.94 m (16.2 ft)
- 날개폭: 9.45 m (31.0 ft)
- 날개면적: 23.69 m2
- 자체중량: 14,228 lb (6,454 kg)
- 전비중량: 19,621 lb (8,900 kg)
- 최대이륙중량: 30,000 lb (13,500 kg)
- 내부연료량: 2.5톤
- 엔진: 제너럴 일렉트릭 F404-GE-102

성능
- 최고속도: 마하 1.5
- 상승율: 12,070 m/min
- 최대고도: 16,764 m (55,000 ft)
- 항속거리: 2,592 km (1,400 해리)
- 작전반경: 444 km (230 nm, 센터연료탱크+ AIM-9 2발, AGM-65 2발)

무장
- 기관포: M197 20 mm 기관포, 205발
- 하드포인트: 7개 (350 lbs*2/1600 lbs*2/2700 lbs*3)
- 최대무장량: 20,000 파운드 (9 톤)
- 공대공 미사일: AIM-9 단거리, AIM-120C 암람 중거리(블록 20)
- 공대지 미사일: 8x AGM-65, 2x 사거리 400 km KEPD-350-2
- 정밀유도 폭탄: 3x 2000 파운드 GBU-31 JDAM, 5x 1000 파운드 GBU-32 JDAM, 9x 500 파운드 GBU-38 JDAM, 8x 500 파운드 GBU-12 페이브웨이2, 500 파운드 KGGB, 스파이스 폭탄
- 범용폭탄: 250 파운드 MK-81, 500 파운드 MK-82, 1000 파운드 MK-83, 2000 파운드 MK-84
- 집속탄: 9x 500 파운드 MK-20, 9x 800 파운드 CBU-58, 5x 1000 파운드 CBU-105 바람수정확산탄(WCMD)
- 로켓: 8x LAU-68, 8x LAU-131, 8x LAU-3
- 기타: 3x 300 갤런 외부연료탱크, 2x 항공기사격표적, 3x 훈련용탄

항법장비
- 엘타 기계식 레이다 EL/M-2032 (대한민국 국군 운용형 및 수출형)
- 록히드마틴 기계식 레이다 AN/APG-67(v)4 (일부 해외국가 수출형 한정)
- 미국산 AESA(폴란드)
- 한국산 AESA(말레이시아)

블럭 10 개량
- AN/AAq-33 스나이퍼 타겟팅 포드의 소프트웨어적 통합
- CFT(추가연료탱크) 및 공중급유 기능 옵션
- HMD(헤드 마운트 디스플레이) 옵션

블럭 20 개량 예정
- AESA 레이더(국산 및 미국산)로 교체
- BVR 향상을 위한 레이더 출력 향상(기존:최대150km/식별100km(5x5))
- 공대공 미사일 AIM-120C 암람 통합
- Link-16 데이터 링크
- 항전 및 비행제어 시스템 신형 교체
- 조종석 대화면 시현기(LAD) 설치
- 300갤런 외부연료탱크 및 공중급유기능
- 내/외장 훈련시스템 장착
- 자동 지상충돌 회피 시스템(GCAS)
- 공중충돌 회피 시스템(TCAS)
- 저고도 지형추적기능(TF)
- 자동 자세회복 시스템(PARS)
- 헬멧장착형 시현기(HMD)를 통한 조준선 밖 추적기능(HOBS)
- 내장형 전자전 체계

## 같이 보기
- KF-21 보라매 - 한국은 4.5세대 5톤 추력 쌍발엔진 전투기 독자개발 중이다.
- 4세대 전투기

### 비교 기종
- 사브 JAS 39 그리펜 - 삼각날개
- HAL 테자스 - 삼각날개
- F-20 타이거샤크 - 개발취소
- FC-1